# Голт (округ, Небраска)
Шаблон:StateAbbr_ 42°28′ пн. ш. 98°47′ зх. д. / 42.46° пн. ш. 98.78° зх. д.
Округ Голт (англ. Holt County) — округ (графство) у штаті Небраска, США. Ідентифікатор округу 31089.

## Історія
Округ утворений 1876 року.

## Демографія
За даними перепису 
2000 року 
загальне населення округу становило 11551 осіб, зокрема міського населення було 3664, а сільського — 7887.
Серед мешканців округу чоловіків було 5685, а жінок — 5866. В окрузі було 4608 домогосподарств, 3171 родин, які мешкали в 5281 будинках.
Середній розмір родини становив 3,06.
Віковий розподіл населення поданий у таблиці:
| Стать    | До 15 років | 15-21 | 22-29 | 30-39 | 40-49 | 50-65 | 65-85 | Понад 85 |
| -------- | ----------- | ----- | ----- | ----- | ----- | ----- | ----- | -------- |
| Чоловіки | 1288        | 568   | 373   | 700   | 905   | 879   | 863   | 109      |
| Жінки    | 1211        | 498   | 342   | 706   | 890   | 902   | 1069  | 248      |

## Суміжні округи
- Бойд — північ
- Нокс — схід
- *Вілер — південь
- Ґарфілд — південь
- Лоуп — південний захід
- Рок — захід
- Кі-Пего — північний захід

## Виноски
1. ↑  US Decennial Census. US Census Bureau. Архів оригіналу за 26 квітня 2015. Процитовано 8 грудня 2014.
2. ↑  Historical Census Browser. University of Virginia Library. Архів оригіналу за 11 серпня 2012. Процитовано 8 грудня 2014.
3. ↑  Population of Counties by Decennial Census: 1900 to 1990. US Census Bureau. Архів оригіналу за 27 квітня 2015. Процитовано 8 грудня 2014.
4. ↑  Census 2000 PHC-T-4. Ranking Tables for Counties: 1990 and 2000 (PDF). US Census Bureau. Архів оригіналу (PDF) за 18 грудня 2014. Процитовано 8 грудня 2014.
5. ↑  State & County QuickFacts. US Census Bureau. Архів оригіналу за 7 червня 2011. Процитовано 20 вересня 2013.(англ.) Наведено за англійською вікіпедією.
6. ↑  American FactFinder. Бюро перепису населення США. Архів оригіналу за 21 травня 2008. Процитовано 31 січня 2008.

| США | Це незавершена стаття з географії США. Ви можете допомогти проєкту, виправивши або дописавши її. |